# Landkreis Darmstadt-Dieburg
Landkreis Darmstadt-Dieburg är ett distrikt (Landkreis) i södra delen av det tyska förbundslandet Hessen.